# Le Puzzle de chair
Le puzzle de chair - este un roman științifico-fantastic scris de Serge Brussolo în 1983.

## Povestea
Vandalii este o sectă foarte temută care terorizează lumea show-business-ului.